# Kamil Ocak
Kamil Ocak, né en 1914 et décédé en 1969, est un ancien joueur turc de basket-ball.